# Alveugena
Alveugena is een geslacht van uitgestorven vroege eutheriërs behorend tot de Cimolestidae. Dit dier leefde tijdens het Vroeg-Paleoceen in Noord-Amerika.

## Fossiele vondsten
Fossielen van Alveugena zijn gevonden in de Amerikaanse staat Wyoming. De vondsten dateren uit het Puercan, de oudste van de North American Land Mammal Ages.

## Kenmerken
Alveugena had het formaat van een kleine coyote en het was daarmee de grootste vorm uit de Cimolestidae. Dit dier had een lange snuit en Alveugena was een omnivoor. 

## Verwantschap
Alveugena wordt beschouwd als een tussenvorm in de evolutie van vormen als Procerberus naar de Taeniodonta.